# Альтес, Жозеф Анри
Жозеф Анри Альте́с (фр. Joseph-Henri Altès; 18 января 1826, Руан — 24 июля 1895, Париж) — французский флейтист. Брат Эрнеста Альтеса.
Сын солдата. Первоначально, как и брат, учился игре на скрипке, затем перешёл на флейту и в 1840—1842 гг. занимался в Парижской консерватории у Жана-Луи Тюлу. В 1848—1872 гг. первая флейта Парижской оперы, в 1868—1893 гг. профессор консерватории (среди его учеников Поль Таффанель, Жорж Баррер и Адольф Жозеф Энбен). Автор нескольких десятков сочинений для флейты дидактического и салонного характера, а также известного учебника (фр. Célèbre Méthode complète de Flûte; 1880), в дальнейшем доработанного Фернаном Каратже и переизданного в 1956 г. Был дружен с художником Эдгаром Дега, написавшим его портрет (1868).